# Formula înotătoarelor

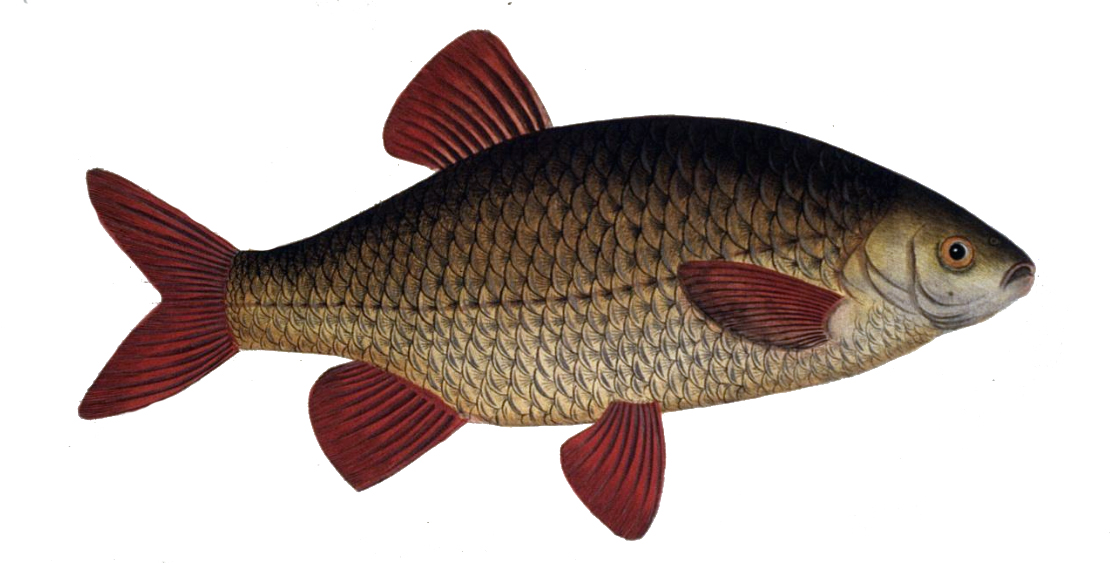
Roșioară (Scardinius erythrophthalmus)

Formula înotătoarelor la pești se bazează pe numărul radiilor simple, neramificate și ramificate din înotătoare. Radiile simple se înseamnă cu cifre romane, cele ramificate cu cifre arabe. Dacă există 2 dorsale, atunci prima se notează cu D1, după care urmează formula, continuându-se apoi cu D2 însoțită de formula respectivă. Radiile (razele) pot fi simple adică neramificate, având o consistență elastică sau în formă de spini (raze spinoase) sau ramificate la vârf. 
Formula înotătoarelor la roșioară (Scardinius erythrophthalmus) este D III 8—9 (10); A III (9) 10—11 (12); C 19; P I 15; V 8. Aceasta înseamnă că în înotătoarea dorsală (D) sunt 3 radii simple, neramificate, urmate de 8 sau 9 (rar 10) radii ramificate; în anală (A) sunt 3 radii simple și 10 sau 11 (rar 9 sau 12) radii ramificate, etc.
O formulă mai complexă este la biban (Perca fluviatilis)
{\displaystyle {\frac {D_{1}{\text{ XIV}}-{\text{XVI; }}D_{2}{\text{ I}}-{\text{III}}/12-16}{P~14;~V{\text{ I}}/5;~A{\text{ II}}/8-10}}~C~17}
și vrea să spună că prima înotătoare dorsală are XIV-XVI raze spinoase, a 2-a înotătoare dorsală are I-III raze spinoase și 12-16 raze moi ; că înotătoarele pectorale au câte 14 raze moi, ventralele câte o rază spinoasă și 5 raze moi, anala are II raze spinoase și 8-10 raze moi, iar codala 17 raze moi.